# Bulbophyllum valeryi
Bulbophyllum valeryi là một loài phong lan thuộc chi Bulbophyllum.